# Nacarina cordillera
Nacarina cordillera är en insektsart som först beskrevs av Banks 1910.  Nacarina cordillera ingår i släktet Nacarina och familjen guldögonsländor. Inga underarter finns listade i Catalogue of Life.